# Danio kyathit
Danio kyathit è un piccolo pesce d'acqua dolce, appartenente alla famiglia Cyprinidae.

## Distribuzione e habitat
Questo ciprinide di recente scoperta è per ora localizzato in Asia, nell'alto corso del fiume Ayeyarwaddy e di tre suoi affluenti, in Myanmar. Abita aree fluviali che attraversano foreste di bambù, in acque scure e a volte fangose, movimentate dalla corrente e con fondo ciottoloso.

## Descrizione
Il corpo è affusolato, come negli altri congeneri. Alla bocca un paio di barbigli. La livrea presenta dorso olivastro e un ventre bianco argenteo. I fianchi presentano 5-7 linee blu scuro che si spezzano in numerosi pois allineati, sempre orlati di giallo oro. La coda e la pinna anale sono striate di bianco e di blu, la dorsale è blu orlata d'oro, le altre pinne sono olivastre. Il maschio ha colori più accesi e pinne orlate d'arancione/oro. Raggiungono una lunghezza massima di 3,5 cm.

## Scoperta
Di recente scoperta e classificazione (1998), Danio kyathit non è ancora così conosciuto e studiato.

## Acquariofilia
Non diffuso in acquario come le altre specie del genere, è allevato raramente da appassionati.